# كاميرا مراقبة المركبة
كامرة أو كمرة أو كاميرا مراقبة المركبة (بالإنكليزية: dashcam، نقحرة: داشكام) هي كمرة تسجل باستمرار تثبت على الزجاج الأمامي للسيارة وأحياناً في النوافذ الخلفية أو النوافذ الأخرى. يمكن للكمرة إبراز أدلة في حالة وقوع حادث على الطريق. تنتشر كمرة مراقبة المركبة على نطاق واسع في روسيا  حيث توفر ضمانة ضد فساد الشرطة والاحتيال في مجال التأمين، حيث توفر أدلة إضافية. كانت لقطاتها هي الأكثر شيوعاً في حادث سقوط نيزك تشيليابنسك في 2013.
ألتقطت كمرات مراقبة المركبة العديد من حوادث الطيران أيضاً مثل الخطوط الجوية الوطنية الرحلة 102 في 2013، خطوط ترانس آسيا الرحلة 235 في 2015  وتحطم طائرة العرض الجوي بشورهام 2015 في 2015.